# 野村町
野村町（のむらちょう）は、かつて愛媛県の西南部に存在した町。東宇和郡に属していた。
近隣の東宇和郡4町と西宇和郡三瓶町との5町合併により自治体としての野村町は消滅し、旧町域は西予市野村町となった。
畜産（乳用牛）並びに養蚕で栄え、「ミルクとシルクのまち」として活性化を図ってきた。

## 概要
- 松山市から南側へ約40キロ程・東宇和郡の東側に位置しており、自家用車で約1時間半の場所にある[1]。

## 地理

### 位置・地形
愛媛県の西南部に位置し、東は四国山地の四国カルスト・大野ヶ原があり、町全体が四国山地の支脈に囲まれている。町の北と南はいずれも高い山が続き、その間を宇和盆地方面から東流してきた肱川（宇和川）が流れる。肱川（宇和川）沿いの河岸段丘と肱川の支流に沿って集落が点在している。肱川は野村の市街地を抜けた先の坂石で北に向きを変え、大洲盆地へと至る。町域は東西に細長い形をしており、東部は高知県境に接する。東部は渓谷が続いた後、高知県境は高原となっており、厳しい条件ながら、牧畜が営まれている。東部にはブナの原生林が広がっている。

### 町名の由来
- 野村は古い名称である。
- 江戸時代には宇和島藩の統治上の区画（今日でいうところの行政区画）として「野村組」があり、古くから野村地方と呼ばれていた。明治のはじめ、「村」にする際に、「野村村」だと「村」が重複し語感が悪いので、「野村」のままにしたのではないかと推察されている。町制施行の際に「町」が付いた。

## 歴史

### 年表
下記以前の歴史については合併前のそれぞれの旧村の記事を参照のこと。
近代
- 1870年（明治3年） - 養蚕始まる。
- 1889年（明治22年）12月15日 - 町村制施行。野村、阿下村、片川村、釜川村が合併して東宇和郡野村ができた。
- 1902年（明治35年） - 野村 - 宇和間に郡道開設（現在の主要地方道）。
- 1912年（大正元年） - 電灯がつく。
- 1914年（大正3年）1月1日 - 渓筋村の一部、大字四郎谷字馬地を野村へ編入。
- 1918年（大正7年） - 野村 - 宇和間の自動車運行始まる（民間会社）。

野村町発足
- 1922年（大正11年）1月1日 - 野村、町制施行。
- 1946年（昭和21年） - 東宇和郡東部10カ町村組合立野村農業学校開設（昭和23年に新制高校となり（愛媛県立野村農業高等学校）、昭和24年に愛媛県立野村高等学校となる）。
- 1951年（昭和26年） - 国鉄バス火災事故、32名焼死。
- 1954年（昭和29年） - 東宇和東部6箇町村合併促進協議会発足。

新制野村町発足以降
- 1955年（昭和30年）2月11日 - 東部6箇町村（野村町、渓筋村、中筋村、貝吹村、惣川村、大字予子林の一部を除く横林村）の合併により、新・野村町発足。
- 1958年（昭和33年） - 鹿野川ダム完成。
- 1963年（昭和38年） - 南予地方一帯に豪雪（38豪雪）、大野ヶ原地区が孤立、自衛隊等が救援活動。
- 1972年（昭和47年） - 立石電機（現: オムロン）の工場が進出。
- 1975年（昭和50年） - 野村ダム起工。
- 1975年（昭和50年）10月31日 - 町章・町民憲章を制定する。
- 1975年（昭和50年） - 四国カルストが国鉄の周遊地指定。
- 1981年（昭和56年） - 野村ダム完成。
- 2002年（平成14年） - オムロンが撤退し、工場をさくらクリエイトが継承。
- 2004年（平成16年）4月1日 - 東宇和郡内の宇和町・明浜町・城川町、および西宇和郡三瓶町との5町の新設合併で西予市となり自治体としての歴史は閉じた（ただし、地名表記としては残っている）。

### 系譜
```
野村町の系譜
（町村制実施以前の村）　（明治期）　　　　　　　　　　　　　　（昭和の合併）　　　　　（平成の合併）
　　　　　　　　　　　　町村制施行時
高瀬　　━━━━┓
富野川　━━━━╋━━━　中筋村　━━━━━━━━━━━━━┓
平野　　━━━━┫　　　　　　　　　　　　　　　　　　　　　┃
蔵良　　━━━━┛　　　　　　　　　　　　　　　　　　　　　┃
白髭　　━━━━┓　　　　　　　　　　　　　　　　　　　　　┃
松渓　　━━━━╋━━━　渓筋村　━━━━┳━━━━━━━━┫
長谷　　━━━━┫　　　　　　　　　　　　┃　　　　　　　　┃
四郎谷　━━━━┛　　　　　　　　　　　あ┃　　　　　　　　┃
野村　　━━━━┓　　　　　　　　　　　　┃　　　い　　　　┃　　　　え
阿下　　━━━━╋━━━━　野村　━━━━┻━　野村町　━━╋━━　野村町　━━━━┓
釜川　　━━━━┫　　　　　　　　　　　　　　　　　　　　　┃　　　　　　　　　　　┃
片川　　━━━━┛　　　　　　　　　　　　　　　　　　　　　┃　　　　　　　　　　　┃
中通川　━━━━┓　　　　　　　　　　　　　　　　　　　　　┃　　　　　　　　　　　┃
栗木　　━━━━╋━━━　貝吹村　━━━━━━━━━━━━━╋━　お　　　　　　　　┃
鎌田　　━━━━┫　　　　　　　　　　　　　　　　　　　　　┃　　　　　　　　　　　┃
西　　　━━━━┛　　　　　　　　　　　　　　　　　　　　　┃　　　　　　　　　　　┃
予子林　━━━━┓　　　　　　　　　　　　　　　　　　　　　┃　　　　　　　　　　　┃
　　　　　　　　┣━━━　横林村　━━━━━━━━━━━━━╋━　か　　　　　　　　┃
坂石　　━━━━┛　　　　　　　　　　　　　　　　　　　　　┃　　　　　　　　　　　┃　　　き
惣川　　━━━━━━━━　惣川村　━━━━━━━━━━━┳━┛　　　　　　　　　　　┣━　西予市
　　　　　　　　　　　　　　　　　　　　　　　　　　　　う　　　　　　　　　　　　　┃
　　　　　　　　　　　　　　　　　　　　　　　　　　　　　　　　　　明浜町　━━━━┫
　　　　　　　　　　　　　　　　　　　　　　　　　　　　　　　　　　宇和町　━━━━┫
　　　　　　　　　　　　　　　　　　　　　　　　　　　　　　　　　　城川町　━━━━┫
　　　　　　　　　　　　　　　　　　　　　　　　　　　　　　　　　　三瓶町　━━━━┛

あ - 大正3年1月1日、渓筋村大字四郎谷字馬地を野村へ境界変更
い - 大正11年1月1日、町制
う – 昭和18年4月1日、上浮穴郡浮穴村大字小屋を編入
え - 昭和30年2月11日、新設合併
お - 昭和30年2月11日、貝吹村大字西の一部を肱川村へ編入
か - 大字予子林の一部を肱川村へ編入
き - 平成16年4月1日、新設合併
（注記）明浜町以下の昭和の合併以前の系譜はそれぞれの記事を参照のこと。

```

## 行政
- 町長
  - 池田政太郎: 1955年3月 - 1963年2月
  - 松井清: 1963年2月 - 1971年2月
  - 池田忠幸: 1971年2月 - 1979年2月
  - 柴田勲: 1979年2月 - 1987年2月
  - 山崎巖: 1987年2月 - 1999年2月
  - 大塚功: 1999年2月 - 2004年3月
- 庁舎
本庁のほか、渓筋（たにすじ）、中筋、貝吹、横林、惣川に支所がある。これはいずれも昭和の合併の前の旧村である。
- 第三セクター
  - 野村町地域振興センター
  - 野村ケーブルテレビ
  - 東宇和物産会館
- 平成の市町村合併の経緯
  - 野村町としては、東宇和郡全体の合併で特に問題なく進んだ。東宇和物産会館（愛称: どんぶり館）を4町共同で設けるなど、協調した取組みも背景にあった。

## 教育
- 小学校 3（野村、惣川、大野ヶ原）
- 中学校 1（西予市立野村中学校）
- 高等学校 1（愛媛県立野村高等学校）

### 廃止された学校
- 西予市立渓筋小学校-2014年3月31日廃校
- 西予市立中筋小学校-2014年3月31日廃校
- 西予市立大和田小学校-2014年3月31日廃校
- 西予市立河成小学校-2014年3月31日廃校
- 野村町立惣川中学校 - 2000年3月31日廃校
- 野村町立渓筋中学校 - 1973年3月31日廃校[2]
- 野村町立中筋中学校 - 1973年3月31日廃校[3]
- 野村町立貝吹中学校 - 1969年3月31日廃校[4]
- 野村町立横林中学校 - 1969年3月31日廃校[5]
- 野村町立小松小学校 - 1968年3月31日廃校
- 野村町立舟戸小学校 - 1968年3月31日廃校

## 交通

### 鉄道
町内に鉄道はない。

### 路線バス
- 宇和島自動車
以前は隣町である宇和町の卯之町駅からJRバス南予線（卯之町線）が野村町方面に向けて出ていたが、利用者の減少から1997年に撤退。JRバスの撤退後、運行路線はほぼそのままの形で宇和島自動車に引き継がれた。
下宇和駅近くの下宇和口を経由して西予市民病院や大洲インターまでの路線のほか、西予市城川町、鬼北町日吉、予土線近永駅前を経由して宇和島市内の東高校前までの路線、旧野村町東部の辰之口や北部の白髭までの路線がある。

### 道路
一般国道
国道197号、国道441号
主要地方道
県道29号、県道32号、県道36号、県道44号、県道56号
一般県道
県道331号、県道383号

## 出身有名人
- 吉田和生（文楽人形遣い）
- 玉春日良二（力士）
- 大森健作 （サッカー選手、徳島ヴォルティス）